# Bernice Bobs Her Hair
Bernice Bobs Her Hair (traducido al español como Bernice se corta el pelo), es un cuento de F. Scott Fitzgerald. Se publicó por primera vez en mayo de 1920 en The Saturday Evening Post. Fue el primer cuento de Fitzgerald que alcanzó prominencia nacional. La publicación original presentaba ilustraciones interiores de May Wilson Preston.
El cuento de Fitzgerald sigue la difícil situación de una niña nativa americana de raza mixta llamada Bernice de la zona rural de Eau Claire (Wisconsin) , que visita a su hermosa y sofisticada prima blanca Marjorie en la ciudad, presumiblemente Saint Paul (Minnesota). En un intento por ser popular, Bernice anuncia que se cortará el pelo, pero este anuncio tiene consecuencias imprevistas.

## Adaptación
El cuento ha sido adaptado dos veces para televisión. En 1951, CBS adaptó la historia para un episodio de Starlight Theatre protagonizado por Julie Harris , de 26 años, como Bernice, Mary Sinclair como Marjorie y Jerry Paris como Otis. Anita Loos apareció en un cameo como ella misma.
La historia se convirtió nuevamente en una producción televisiva en 1976 para PBS para The American Short Story. Fue dirigida por Joan Micklin Silver y protagonizada por Shelley Duvall, de 27 años, como la adolescente Bernice, Veronica Cartwright como Marjorie y Bud Cort como Warren. El papel de Draycott Deyo fue interpretado por Patrick Reynolds (que entonces usaba el nombre artístico de Patrick Byrne) y la madre de Marjorie fue interpretada por Polly Holliday.
Más tarde, DD Brooke convirtió la historia en una obra de teatro en un acto para The Dramatic Publishing Company.
Fue adaptado a un musical de 2015 por Adam Gwon y Julia Jordan.
El grupo de pop irlandés The Divine Comedy convirtió la historia en una canción en su álbum de 1993 "Liberation" .